# Dendrotion paradoxum
Dendrotion paradoxum là một loài chân đều trong họ Dendrotionidae. Loài này được Hansen miêu tả khoa học năm 1916.